# Верлашевич, Неджад
Неджад «Смайо» Верлашевич (босн. Nedžad "Smajo" Verlašević; 8 октября 1955, Братунац — 21 января 2001, Тузла) — югославский футболист и боснийский футбольный тренер, защитник.

## Биография
На протяжении более чем 10 лет в разные периоды Верлашевич выступал на позиции защитника за тузланскую «Слободу», играл также за «Железничар» (Сараево) и американский клуб «Голден-Бэй Эртквейкс». Рекордсмен «Слободы» по числу сыгранных матчей за команду (350 встреч).
В составе сборной Югославии до 21 года в 1978 году выиграл молодёжный чемпионат Европы: в финале были обыграны восточные немцы.
До 1992 года работал в школе футбольного клуба «Слобода» детским тренером. В 1994—1996 годах — тренер клуба «Слога Югомагнат», обладатель Кубка Македонии 1995/1996 с командой. В 1996 году стал тренером «Слободы», с которой в 1998 году дошёл до финала Кубка Боснии и Герцеговины, проигранного команде «Сараево» со счётом 1:0. Позже работал с «Железничаром» и «Единством» из Бихача.
Скончался 21 января 2001 года в Тузле от сердечного приступа.

## Достижения
- Чемпион Европы среди молодёжи (до 21 года): 1978
- Обладатель Кубка Македонии: 1995/1996